# District de Tararua

Le district de Tararua est situé dans les régions de Manawatu-Wanganui et Wellington, dans le sud-est de l'île du Nord de la Nouvelle-Zélande. Il s'étend sur 4 360,56 km2, et le recensement de 2006 y a compté 17 634 habitants.
La frontière nord-ouest du district suit les monts Ruahine (en) ; au sud-est se trouve la côte pacifique. Le nord et le sud font partie du bassin du fleuve Manawatu. La présence du bassin explique également pourquoi le district est en grande partie dans la région de Manawatu-Wanganui, quoique beaucoup des habitants du district se considèrent habitants de Hawke's Bay (au nord) ou la Wairarapa (au sud).
La plus grande partie du district (98,42 % de la superficie) est dans la région de Manawatu-Wanganui, mais 1,58 % fait partie de la région de Wellington. Il s'agit d'une petite région rurale au nord de la rivière Owahanga, dans le sud-est du district. Cette région, appelée Mara, n'abrite que trois habitants.
La plus grande ville du district est Dannevirke, fondée au XIXe siècle par des immigrants du Danemark. Parmi les autres villes on trouve Eketahuna et Pahiatua, Woodville, Ormondville, et Norsewood. Près de la côte on trouve Pongaroa, Herbertville, Akitio et Alfredton.

## Sources
- (en) Tararua District Council
- (en) Final counts – census night and census usually resident populations, and occupied dwellings - Manawatu-Wanganui, Statistics New Zealand

- (en) Cet article est partiellement ou en totalité issu de l’article de Wikipédia en anglais intitulé « Tararua District » (voir la liste des auteurs).